# Nezjlevka
Nezjlevka (ryska: Нежлевка) är ett vattendrag i Belarus.   Det ligger i voblasten Vitsebsks voblast, i den norra delen av landet, 180 km norr om huvudstaden Minsk.
I omgivningarna runt Nezjlevka växer i huvudsak blandskog. Runt Nezjlevka är det ganska tätbefolkat, med 72 invånare per kvadratkilometer.